# یواس‌اس وامسوتا (۱۸۵۳)
یواس‌اس وامسوتا (۱۸۵۳) (به انگلیسی: USS Wamsutta (1853)) یک کشتی بود که طول آن 129' 3" بود. این کشتی در سال ۱۸۵۳ ساخته شد.